# Primtalssatsen
Primtalssatsen är ett talteoretiskt resultat som ger en uppskattning av hur tätt primtalen ligger. Om vi betecknar antalet primtal som är mindre än eller lika med x med π(x) säger satsen att
{\displaystyle \lim _{x\to \infty }{\frac {\pi (x)}{x/\ln(x)}}=1,}
dvs att π(x) är ungefär lika med x/ln(x) för stora x.
Det var Carl Friedrich Gauss som för första gången upptäckte att antalet primtal mindre än {\displaystyle x} är approximativt lika med {\displaystyle x/\ln(x)} för stora {\displaystyle x}.
Adrien-Marie Legendre hade också upptäckt sambandet 1798. Men det var först 1896 som satsen bevisades av Jacques Hadamard och Charles de la Vallée Poussin (oberoende av varandra).

## Bevis
Beviset av primtalssatsen baserar sig på att reformulera problemet till att undersöka tillväxten av en annan funktion relaterad till primtalen, Tjebysjovs funktion {\displaystyle \psi (x)}, definierad som
{\displaystyle \psi (x)=\sum _{p^{k}\leq x, \atop p\,{\text{primtal}}}\log p.}
Den kan även skrivas som {\displaystyle \psi (x)=\sum _{n\leq x}\Lambda (n)}, där {\displaystyle \Lambda (n)} är Mangoldtfunktionen
{\displaystyle \Lambda (n)={\begin{cases}\log p&{\text{om }}n=p^{k}{\text{ för något primtal }}p{\text{ och heltal }}k\geq 1,\\0&{\text{annars.}}\end{cases}}}
Det är inte svårt att kontrollera att primtalssatsen är ekvivalent med att {\displaystyle \lim _{x\to \infty }\psi (x)/x=1}: det följer enkelt av
{\displaystyle \psi (x)=\sum _{p\leq x}\log p\left\lfloor {\frac {\log x}{\log p}}\right\rfloor \leq \sum _{p\leq x}\log x=\pi (x)\log x}
och för alla ε > 0
{\displaystyle \psi (x)\geq \sum _{x^{1-\epsilon }\leq p\leq x}\log p\geq \sum _{x^{1-\epsilon }\leq p\leq x}(1-\epsilon )\log x=(1-\epsilon )(\pi (x)+O(x^{1-\epsilon }))\log x.}
Nästa steget är att hitta en användbar representation för {\displaystyle \psi (x)}. Låt {\displaystyle \zeta (s)} vara Riemanns zetafunktion. Det kan visas att {\displaystyle \zeta (s)} är relaterad till von Mangoldts funktion {\displaystyle \Lambda (n)}, och härmed till {\displaystyle \psi (x)}, via relationen
{\displaystyle -{\frac {\zeta '(s)}{\zeta (s)}}=\sum _{n=1}^{\infty }\Lambda (n)n^{-s}.}
En noggrann analys av ekvationen och relaterade egenskaper av zetafunktionen, genom användning av Mellintransformationen och Perrons formel visar att för icke-heltal x gäller ekvationen
{\displaystyle \psi (x)=x-\sum _{\rho }{\frac {x^{\rho }}{\rho }}-\log(2\pi )}
där summan är över alla nollställen (triviala och icke-triviala) av zetafunktionen. För att bevisa primtalssatsen räcker det att visa att högra membrum är x plus termer av lägre ordning.
Nästa steget i beviset är att undersöka zetafunktionens nollställen. De triviala nollställena −2, −4, −6, −8, ... kan undersökas skilt:
{\displaystyle \sum _{n=1}^{\infty }{\frac {1}{2n\,x^{2n}}}=-{\frac {1}{2}}\ln \left(1-{\frac {1}{x^{2}}}\right)}
som försvinner för stora x. Termen med de icke-triviala nollställena, d.v.s. nollställena i {\displaystyle 0\leq \Re (s)\leq 1}, är av mindre ordning än termen x om {\displaystyle \Re (\rho )=1}, så vi måste visa att alla nollställen har reell del mindre än 1.
För att göra det antar vi att {\displaystyle \zeta (s)} är meromorfisk i {\displaystyle \Re (s)>0}, är analytisk där förutom vid en simpel pol vid {\displaystyle s=1} samt att produktformeln {\displaystyle \zeta (s)=\prod _{p}(1-p^{-s})^{-1}} gäller för {\displaystyle \Re (s)>1.} Produktformeln visar att {\displaystyle \zeta (s)} aldrig är noll i den reginonen, så att dess logaritm är definierad där och {\displaystyle \log \zeta (s)=-\sum _{p}\log(1-p^{-s})=\sum _{p,n}p^{-ns}/n.} Låt {\displaystyle s=x+iy}; då är
{\displaystyle |\zeta (x+iy)|=\exp(\sum _{n,p}{\frac {\cos ny\log p}{np^{nx}}}).}
Observera nu identiteten  {\displaystyle 3+4\cos \phi +\cos 2\phi =2(1+\cos \phi )^{2}\geq 0,} så att
{\displaystyle |\zeta (x)^{3}\zeta (x+iy)^{4}\zeta (x+2iy)|=\exp \sum _{n,p}{\frac {3+4\cos(ny\log p)+\cos(2ny\log p)}{np^{nx}}}\geq 1}
för alla {\displaystyle x>1}. Anta nu att {\displaystyle \zeta (1+iy)=0}. {\displaystyle y} är inte noll, eftersom {\displaystyle \zeta (s)} har en simpel pol vid {\displaystyle s=1}. Anta att {\displaystyle x>1} och låt {\displaystyle x} närma sig {\displaystyle 1} ovanifrån. Eftersom {\displaystyle \zeta (s)} har en simpel pol vid {\displaystyle s=1} och {\displaystyle \zeta (x+2iy)} förblir analytisk, närmar sig vänstra membrum i förra olikheten {\displaystyle 0}, vilket är en motstridighet.
För att fullständigt bevisa primtalssatsen behövs vissa komplicerade tekniska detaljer gällande bland annat summan över zetafunktionens nollställen som inte konvergerar absolut. Beviset kan kompletteras på flera sätt men till det krävs avancerade estimat.

## Elementära bevis
Mars 1948 bevisade Atle Selberg med elementära metoder formeln
{\displaystyle \vartheta \left(x\right)\log \left(x\right)+\sum \limits _{p\leq x}{\log \left(p\right)}\ \vartheta \left({\frac {x}{p}}\right)=2x\log \left(x\right)+O\left(x\right)}
där
{\displaystyle \vartheta \left(x\right)=\sum \limits _{p\leq x}{\log \left(p\right)}}
för primtal {\displaystyle p}. I juli samma år använde Selberg och Paul Erdős denna formel till att bevisa primtalssatsen med elementära metoder.

## Primtalssatsen i aritmetiska följder
Låt {\displaystyle \pi _{n,a}(x)} beteckna antalet primtal i den aritmetiska följden a, a + n, a + 2n, a + 3n, … mindre än x. Dirichlet och Legendre förmodade, och de la Vallée-Poussin bevisade, att om a och n är relativt prima är
{\displaystyle \pi _{n,a}(x)\sim {\frac {1}{\phi (n)}}\mathrm {Li} (x),}
där φ(·) är Eulers fi-funktion och Li är logaritmiska integralen.